# Nikolaï Daourkine
Nikolaï Iwanowitsch Daourkine (en russe : Николай Иванович Дауркин ; en tchouktche : Tangitan), né en 1734 en Tchoukotka et mort après 1795, est un explorateur et interprète tchoukchi-russe. Il est le premier des explorateurs tchouktches. 

## Biographie

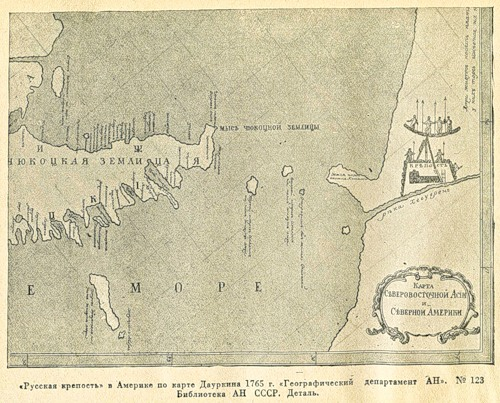
Détail de la carte de Daourkine de 1765 montrant le cap Dejnev, les îles Diomède et l'Alaska.

Daourkine est le fils du Koryak Omschat et d'une mère tchouktche. Il est enlevé par les Tchouktches dans son enfance et prend alors le nom de Tangitan (étranger ou ennemi). À l'âge de dix ans, en 1744 lors d'une expédition punitive russe, il tombe aux mains de Dmitri Pavloutski, qui le retient captif à Anadyrsk avant de l'envoyer dans sa famille à Iakoutsk où il est baptisé et a reçu son nom russe. En tant que domestique dans la maison d'Anna Filippovna Pavlutskaya, il a non seulement appris à parler la langue russe mais aussi à la lire et à l'écrire. Plus tard, il apprend également l'arithmétique et des bases de physique et est formé à l'astronomie. En 1760, afin d'échapper au service d'Anna Pavlutskaya, il fait appel au gouverneur général Soimonov pour être accepté dans le service militaire russe. Il retourne à Anadyrsk en 1762 en tant que soldat et interprète. En 1763, il fait un voyage le long de l'Anadyr avec le commandant de l'Ostrog, Friedrich Plenisner. Il a ensuite quitté les troupes russes de sa propre initiative et a voyagé à travers la péninsule des Tchouktches et à travers la glace jusqu'à l'île Saint-Laurent. En 1764, il est venu accompagné de quelques parents qui ont reconnu la domination russe et ont accepté de payer des impôts mais il est arrêté comme déserteur. Avant d'être envoyé à Iakoutsk en tant que soldat, il écrit un récit de ses voyages et, en 1765, établit une carte qui comprend et élargit toutes les connaissances géographiques de la péninsule des Tchouktches et reproduit également et précisément les îles Diomède et l'Alaska. Des zones bien connues des peuples autochtones étaient encore étrangères aux Russes à l'époque et étaient enregistrées pour la première fois d'une manière accessible aux Européens. 
Daourkine rédige une lettre au nouveau gouverneur général et est envoyé à Irkoutsk. Il propose un plan d'expédition dans le détroit de Béring, mais celui-ci n'est pas accepté. En 1767 il est réhabilité et élevé au rang de noble sibérien (Сибирский дворянин). En 1768-1770, il prend une part active à l'expédition des géomètres I. Leontiev, I. Lysov et A. Pushkarev aux îles Medveji. En 1774, il crée une nouvelle carte améliorée de la Tchoukotka et de l'Alaska. Elle couvre une zone plus vaste que la carte de 1765, en particulier toute la côte d'Okhotsk à la péninsule, y compris la péninsule du Kamtchatka et les îles Komandorski.
Daourkine reste d'abord à Gizhiginsk (de), où il joue un rôle de médiateur important dans les négociations et dans l'accord de paix de 1778 entre les Russes et les Tchouktches. Au début des années 1780, il travaille comme interprète à Gizhiginsk. À partir de 1787, il est traducteur dans l'expédition du nord-est du Pacifique de Joseph Billings et Gavriil Sarytchev. Il visite les deux îles Diomède et King Island avec le cosaque Ivan Kobelev et se rend en Alaska. En 1792, il retourne à Iakoutsk avec l'expédition, qui avait grandement bénéficié de ses connaissances géographiques et de son talent de négociateur. En 1795, à sa propre demande, il est démis de ses fonctions d'interprète tout en conservant son salaire. 
La pointe orientale de la Tchoukotka avec le cap Dejnev porte le nom de péninsule de Daourkine en son honneur depuis 1975.

## Publications
- Karte des Flusses Anadyr mit den nahe gelegenen Orten wie auch Tschukotkas und eines Teils von Nordamerika, 1765.
- Две записки о сношениях с чукчами в 1774–1776 годах, In: Памятники новой русской истории, Saint-Pétersbourg, 1873, p. 360–371.
- Известия о Чукотском носе, In: Месяцеслов исторической и географической на 1780 г., Saint-Pétersbourg, 1779, p. 36–46.
- Besondere Nachrichten über die tschuktschische Landspitze und benachbarte Inseln. In: Neue Nordische Beyträge zur physikalischen und geographischen Erd- und Völkerbeschreibung, Naturgeschichte und Ökonomie, vol. 1, 1781, p. 245–248.